# Subotivka, Moghilău
Subotivka (în ucraineană Суботівка) este localitatea de reședință a comunei Subotivka din raionul Moghilău, regiunea Vinnița, Ucraina.

## Demografie
Componența lingvistică a localității Subotivka
     Ucraineană (97,03%)
     Rusă (1,92%)
     Română (1,05%)
Conform recensământului din 2001, majoritatea populației localității Subotivka era vorbitoare de ucraineană (97,03%), existând în minoritate și vorbitori de rusă (1,92%) și română (1,05%).